# Bonaventura Bassegoda i Amigó
Bonaventura Bassegoda i Amigó (Barcellona, 16 maggio 1862 – Barcellona, 29 novembre 1940) è stato uno scrittore e architetto spagnolo.

## Biografia
Bonaventura Bassegoda era figlio di Bonaventura Bassegoda i Mateu, capomastro originario di Bassegoda, una località nell'Alt Empordà, che si era trasferito a Barcellona a metà del XIX secolo.
Fu segretario della consiglio permanente dell'Unió Catalanista all'assemblea d'Olot nel 1897, militante della Lliga Regionalista e membro della Reial Acadèmia de Bones Lletres e della Reial Academia Catalana de Belles Arts de San Jordi.
Come scrittore è stato premiato nei Giochi floreali del 1880, 1881, 1884 e 1885 ed è stato redattore de La Renaixença, L'Ilustració Catalana e L'Avenç oltre a collaborare dal 1905 con il Diario de Barcelona e La Vanguardia.
Come architetto ha partecipato nel piano di riforma di Barcellona e le sue opere più rappresentative sono le Cases Rocamora e la casa Berenguer, realizzate insieme al fratello Joaquim.
È stato padre degli architetti Pere-Jordi Bassegoda i Musté e Bonaventura Bassegoda i Musté, e nonno di Joan Bassegoda i Nonell e Bonaventura Bassegoda i Nonell.